# Maison Speymann
La Speymannhaus, également Steffenshaus ou Goldenes Haus (en polonais Złota Kamieniczka) est situé à Gdańsk sur le long marché, non loin de la cour d'Artus. Son constructeur était le maire de Gdańsk et homme d'affaires, Johannes Speymann.
La maison a été conçue par l'architecte Abraham van den Blocke et construite avant 1609 à la place d'un édifice gothique. La décoration dorée de la façade maniériste est l'œuvre de Hans Vogt de Rostock.

## Source
- Jacek Bielak : Ikonografia Złotej Kamienicy na nowo odczytana (Iconographie de la Maison dorée réinterprétée). Dans : Mieszczaństwo gdańskie, éd. Stanisław Salmonowicz, Gdańskie Towarzystwo Naukowe, Dantzig 1997, pp. 377-392  (ISBN 8387359165)
- Maria Bogucka : Das alten Danzig, Koehler et Amelang, Leipzig 1987  (ISBN 3-7338-0033-8) .